# ماشک جنگلی
ماشک جنگلی (نام علمی: Vicia sylvatica) نام یک گونه از سرده ماشک است.